# Elisabeth Trotzig
Kerstin Elisabeth Fredrika Trotzig Lundgren, född 13 april 1956, är en svensk jurist och Sveriges första Reklamombudsman. Elisabeth Trotzig studerade juridik på Uppsala universitet och har även studerat marknadsföring på Marknadskommunikationslinjen IHR på Stockholms universitet. Hon inledde sin karriär på advokatbyrå men började senare att jobba med marknadsföring bland annat som marknadschef på tidskriften Veckans Affärer.  Hon var också med och grundade tidningarna Chef och Dagens Medicin. Mellan åren 1998 och 2008 var Elisabeth Trotzig vd för reklam- och marknadsanalysföretaget Institutet för Reklam- och Mediestatistik, IRM, och på hösten 2008 tillträdde hon tjänsten som reklamombudsman.